# Isabella MacDuff
Isabella MacDuff, död 1314, var en skotsk adelskvinna. Hon var en välkänd anhängare till kung Robert I av Skottland. 
I mars 1306 besteg Robert Bruce den skotska tronen. Det var tradition att en skotsk kung skulle krönas av en medlem av klanen MacDuff. Då hennes make stod på engelsmännens sida, medan Isabella MacDuff stödde Bruce, blev det hennes uppgift att utföra kröningen. 
Efter nederlaget mot engelsmännen i Slaget vid Methven i juni 1306 sände kung Robert sin hustru Elizabeth de Burgh, sin dotter Marjorie Bruce och sina systrar Christina Bruce och Mary Bruce till Isabella MacDuff, Countess of Buchan, men i juni tillfångatogs de av Uilleam II, Earl of Ross, som överlämnade dem i engelsk fångenskap. 
Elizabeth de Burgh sattes i husarrest på en herrgård i Yorkshire och Marjorie Bruce och Christina Bruce i var sitt kloster, medan Mary Bruce och Isabella MacDuff fängslades i burar hängande från Roxburgh Castle respektive Berwick Castle. Den behandling som utdömdes till Isabella och Mary var uttryckligen menat som ett förödmjukande straff, då de utsattes för elementen och allmänhetens blickar. I Isabellas fall motiverade kung Edvard I det med att hon inte hade dödat någon och därför inte skulle dödas, men att hon hade åsett och medverkat i kröningen, vilket var en handling av förräderi, och att hon därför skulle utställas till allmän varnagel tills hon dog och sedan även efter döden, för att tjäna som avskräckande exempel. Mary utsattes för samma behandling. En bur förbereddes för Marjorie, men kungen avstod till slut från att använda den, kanske på grund av hennes ålder. Elizabeth undslapp detta straff därför att kungen ville få stöd från hennes födelseklan, men varför Christina slapp samma straff är okänt. 
Mary Bruce och Isabella MacDuff släpptes ur sina respektive burar och fick ett normalt och mer humant fängelse 1310, efter fyra års burvistelse. Orsaken var inte barmhärtighet utan att Robert Bruce började gå segrande i striden mot engelsmännen och man insåg att fångarna skulle bli viktiga som gisslan att utväxla snarare än fångar att bestraffa. 
Fångarna utväxlades alla till Skottland år 1314. Det tycks dock inte som att Isabella ingick i utväxlingen, vilket hon borde ha gjort, och det tycks som om hon avled före utväxlingen. 